# Henschel Hs 126
L'Henschel Hs 126 fu un aereo da ricognizione monomotore, biposto e monoplano ad ala alta a parasole sviluppato dall'azienda aeronautica tedesca Henschel Flugzeugwerke AG nei primi anni trenta del XX secolo.
Evoluzione dal precedente Hs 122, venne utilizzato dai reparti di ricognizione e osservazione aerea dalla Luftwaffe durante la seconda guerra mondiale, rimanendo operativo fino alla sua sostituzione con i più moderni Focke-Wulf Fw 189.

## Storia del progetto
L'Hs 126 venne progettato per rispondere ad una specifica emessa dal Reichsluftfahrtministerium (RLM) per la fornitura di un velivolo che potesse sostituire il precedente Heinkel He 46. Dopo una valutazione comparativa la commissione esaminatrice della Luftwaffe non ritenne che il velivolo rispondesse alle specifiche richieste e se ne richiese la riprogettazione. Il risultato fu la realizzazione di un nuovo modello dotato di una diversa ala e l'abitacolo posteriore riservato all'osservatore aperto.
L'Hs 126 venne immesso in servizio nel 1937 come modello di preserie A-0, in 10 esemplari. Il suo successo portò presto alla versione A-1, dotata di un motore radiale Bramo 323A-1 da 850 CV; due mitragliatrici, una MG 17 da 7,92 mm ed una MG 15 da 7,92 mm con compiti offensivi la prima e difensivi la seconda, erano lo standard di questo apparecchio, mentre due macchine fotografiche erano sistemate a bordo, una delle quali fissa e l'altra manovrabile dall'osservatore. Per il resto la struttura era metallica, un'ala alta, a parasole, elica tripala, motore stellare ed infine carrello d'atterraggio fisso carenato.
Sei esemplari parteciparono alla guerra civile spagnola, altri 16 vennero forniti alla Grecia, i quali se li ritrovarono come avversari nel 1941, per gli sviluppi della seconda guerra mondiale.
La versione migliorata Hs 126 B-1 apparve nell'estate del 1939, simile alla precedente ma con motore diverso. In seguito allo scoppio della guerra contro gli alleati nel 1939, partecipò attivamente alla guerra comportandosi bene.

## Impiego operativo

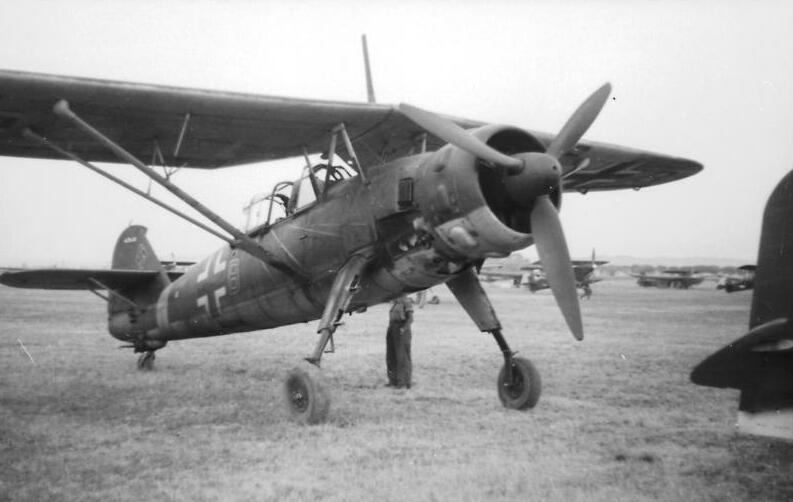
Un Hs 126 in Sicilia, 1943.

L'Hs 126 fu impiegato in combattimento per la prima volta durante la guerra civile spagnola. La Aufklärungsstaffel 88 della Legione Condor operò con sei esemplari, ribattezzati "Super Pavo" dal personale militare spagnolo, dalla base di La Sénia, uno dei quali perso in missione. Nell'autunno 1938, l'Aufklärungsgruppe 35 fu equipaggiato con Hs 126, e nel settembre 1939 l'Hs 126 aveva sostituito gli oramai obsoleti Heinkel He 45 ed He 46 in quasi tutti i reparti.
All'inizio della seconda guerra mondiale venne impiegato attivamente durante la campagna di Polonia fornendo informazione preziose sugli schieramenti e sulle forze polacche in campo. Si registrarono ben pochi abbattimenti da parte dell'obsoleta caccia polacca.

## Utilizzatori
Croazia
- Zrakoplovstvo Nezavisne Države Hrvatske

 Germania
- Luftwaffe
  - Legione Condor

 Grecia
- Polemikí Aeroporía

 Estonia
- Eesti Õhuvägi

 Spagna
- Ejército del Aire